# Chile Songs
La Chile Songs è la classifica dei brani musicali più venduti e riprodotti in streaming in Cile, lanciata il 15 febbraio 2022 e redatta settimanalmente da Billboard.
La classifica, contemplante i dati di riproduzione in streaming e di vendite digitali fornite dalla Luminate Data, raggruppa le venticinque canzoni più popolari a livello nazionale nel paese sudamericano.

## Singoli al numero uno

### 2022
| Settimana         | Artista                                       | Brano                                | Note   |
| ----------------- | --------------------------------------------- | ------------------------------------ | ------ |
| 19 febbraio 2022  | Standly                                       | Pégate                               | [ 2 ]  |
| 26 febbraio 2022  | Standly                                       | Pégate                               | [ 3 ]  |
| 5 marzo 2022      | Becky G e Karol G                             | Mamiii                               | [ 4 ]  |
| 12 marzo 2022     | Cris MJ                                       | Una noche en Medellín                | [ 5 ]  |
| 19 marzo 2022     | Cris MJ                                       | Una noche en Medellín                | [ 6 ]  |
| 26 marzo 2022     | Cris MJ                                       | Una noche en Medellín                | [ 7 ]  |
| 2 aprile 2022     | Polimá Westcoast feat. Pailita                | Ultra solo                           | [ 8 ]  |
| 9 aprile 2022     | Polimá Westcoast feat. Pailita                | Ultra solo                           | [ 9 ]  |
| 16 aprile 2022    | AK4:20, Pailita e Cris MJ                     | Me arrepentí                         | [ 10 ] |
| 23 aprile 2022    | AK4:20, Pailita e Cris MJ                     | Me arrepentí                         | [ 11 ] |
| 30 aprile 2022    | AK4:20, Pailita e Cris MJ                     | Me arrepentí                         | [ 12 ] |
| 7 maggio 2022     | AK4:20, Pailita e Cris MJ                     | Me arrepentí                         | [ 13 ] |
| 14 maggio 2022    | AK4:20, Pailita e Cris MJ                     | Me arrepentí                         | [ 14 ] |
| 21 maggio 2022    | Bad Bunny                                     | Moscow Mule                          | [ 15 ] |
| 28 maggio 2022    | Bad Bunny e Bomba Estéreo                     | Ojitos lindos                        | [ 16 ] |
| 4 giugno 2022     | Bad Bunny e Bomba Estéreo                     | Ojitos lindos                        | [ 17 ] |
| 11 giugno 2022    | Bad Bunny e Chencho Corleone                  | Me porto bonito                      | [ 18 ] |
| 18 giugno 2022    | Bad Bunny e Chencho Corleone                  | Me porto bonito                      | [ 19 ] |
| 25 giugno 2022    | Bad Bunny e Chencho Corleone                  | Me porto bonito                      | [ 20 ] |
| 2 luglio 2022     | Polimá Westcoast feat. Pailita                | Ultra solo                           | [ 21 ] |
| 9 luglio 2022     | Polimá Westcoast feat. Pailita                | Ultra solo                           | [ 22 ] |
| 16 luglio 2022    | Polimá Westcoast feat. Pailita                | Ultra solo                           | [ 23 ] |
| 23 luglio 2022    | Polimá Westcoast feat. Pailita                | Ultra solo                           | [ 24 ] |
| 30 luglio 2022    | Bizarrap e Quevedo                            | Quevedo: Bzrp Music Sessions Vol. 52 | [ 25 ] |
| 6 agosto 2022     | Bizarrap e Quevedo                            | Quevedo: Bzrp Music Sessions Vol. 52 | [ 26 ] |
| 13 agosto 2022    | Bizarrap e Quevedo                            | Quevedo: Bzrp Music Sessions Vol. 52 | [ 27 ] |
| 20 agosto 2022    | Cris MJ feat. Standly                         | Marisola                             | [ 28 ] |
| 27 agosto 2022    | Cris MJ feat. Standly                         | Marisola                             | [ 29 ] |
| 3 settembre 2022  | Cris MJ feat. Standly                         | Marisola                             | [ 30 ] |
| 10 settembre 2022 | Cris MJ feat. Standly                         | Marisola                             | [ 31 ] |
| 17 settembre 2022 | Cris MJ feat. Standly                         | Marisola                             | [ 32 ] |
| 24 settembre 2022 | Cris MJ feat. Standly                         | Marisola                             | [ 33 ] |
| 1º ottobre 2022   | Cris MJ feat. Standly                         | Marisola                             | [ 34 ] |
| 8 ottobre 2022    | Cris MJ feat. Standly                         | Marisola                             | [ 35 ] |
| 15 ottobre 2022   | Cris MJ feat. Standly                         | Marisola                             | [ 36 ] |
| 22 ottobre 2022   | Cris MJ feat. Standly                         | Marisola                             | [ 37 ] |
| 29 ottobre 2022   | Pailita, Pablo Chill-E, Noriel e El Jordan 23 | Na na na (remix)                     | [ 38 ] |
| 5 novembre 2022   | Pailita, Pablo Chill-E, Noriel e El Jordan 23 | Na na na (remix)                     | [ 39 ] |
| 12 novembre 2022  | Pailita, Pablo Chill-E, Noriel e El Jordan 23 | Na na na (remix)                     | [ 40 ] |
| 19 novembre 2022  | Ozuna feat. Feid                              | Hey mor                              | [ 41 ] |
| 26 novembre 2022  | Ozuna feat. Feid                              | Hey mor                              | [ 42 ] |
| 3 dicembre 2022   | Ozuna feat. Feid                              | Hey mor                              | [ 43 ] |
| 10 dicembre 2022  | Ozuna feat. Feid                              | Hey mor                              | [ 44 ] |
| 17 dicembre 2022  | Ozuna feat. Feid                              | Hey mor                              | [ 45 ] |
| 24 dicembre 2022  | Ozuna feat. Feid                              | Hey mor                              | [ 46 ] |
| 31 dicembre 2022  | Cris MJ feat. Standly                         | Marisola                             | [ 47 ] |

### 2023
| Settimana         | Artista                                        | Brano                                | Note   |
| ----------------- | ---------------------------------------------- | ------------------------------------ | ------ |
| 7 gennaio 2023    | Pailita feat. Cris MJ e Young Cister           | Llámame bebé                         | [ 48 ] |
| 14 gennaio 2023   | Pailita feat. Cris MJ e Young Cister           | Llámame bebé                         | [ 49 ] |
| 21 gennaio 2023   | Pailita feat. Cris MJ e Young Cister           | Llámame bebé                         | [ 50 ] |
| 28 gennaio 2023   | Bizarrap e Shakira                             | Shakira: Bzrp Music Sessions Vol. 53 | [ 51 ] |
| 4 febbraio 2023   | Bizarrap e Shakira                             | Shakira: Bzrp Music Sessions Vol. 53 | [ 52 ] |
| 11 febbraio 2023  | Bizarrap e Shakira                             | Shakira: Bzrp Music Sessions Vol. 53 | [ 53 ] |
| 18 febbraio 2023  | Yandel e Feid                                  | Yandel 150                           | [ 54 ] |
| 25 febbraio 2023  | Yandel e Feid                                  | Yandel 150                           | [ 55 ] |
| 4 marzo 2023      | Yandel e Feid                                  | Yandel 150                           | [ 56 ] |
| 11 marzo 2023     | Karol G e Shakira                              | TQG                                  | [ 57 ] |
| 18 marzo 2023     | Karol G e Shakira                              | TQG                                  | [ 58 ] |
| 25 marzo 2023     | Karol G e Shakira                              | TQG                                  | [ 59 ] |
| 1º aprile 2023    | Karol G e Shakira                              | TQG                                  | [ 60 ] |
| 8 aprile 2023     | Karol G e Shakira                              | TQG                                  | [ 61 ] |
| 15 aprile 2023    | Karol G e Shakira                              | TQG                                  | [ 62 ] |
| 22 aprile 2023    | Karol G e Shakira                              | TQG                                  | [ 63 ] |
| 29 aprile 2023    | Nickoog Clk e Jere Klein                       | Xq tan sola?                         | [ 64 ] |
| 6 maggio 2023     | Grupo Frontera e Bad Bunny                     | Un x100to                            | [ 65 ] |
| 13 maggio 2023    | Grupo Frontera e Bad Bunny                     | Un x100to                            | [ 66 ] |
| 20 maggio 2023    | Grupo Frontera e Bad Bunny                     | Un x100to                            | [ 67 ] |
| 27 maggio 2023    | Eslabón Armado e Peso Pluma                    | Ella baila sola                      | [ 68 ] |
| 3 giugno 2023     | Bad Bunny                                      | Where She Goes                       | [ 69 ] |
| 10 giugno 2023    | Bad Bunny                                      | Where She Goes                       | [ 70 ] |
| 17 giugno 2023    | Jere Klein                                     | Una en un millón                     | [ 71 ] |
| 24 giugno 2023    | Bad Bunny                                      | Where She Goes                       | [ 72 ] |
| 1º luglio 2023    | Gino Mella e Jairo Vera                        | El amor de tu vida                   | [ 73 ] |
| 8 luglio 2023     | Gino Mella e Jairo Vera                        | El amor de tu vida                   | [ 74 ] |
| 15 luglio 2023    | Myke Towers                                    | LaLa                                 | [ 75 ] |
| 22 luglio 2023    | Myke Towers                                    | LaLa                                 | [ 76 ] |
| 29 luglio 2023    | Myke Towers                                    | LaLa                                 | [ 77 ] |
| 5 agosto 2023     | Myke Towers                                    | LaLa                                 | [ 78 ] |
| 12 agosto 2023    | Myke Towers                                    | LaLa                                 | [ 79 ] |
| 19 agosto 2023    | Myke Towers                                    | LaLa                                 | [ 80 ] |
| 26 agosto 2023    | Jere Klein e Nicki Nicole                      | X eso BB                             | [ 81 ] |
| 2 settembre 2023  | Jere Klein e Nicki Nicole                      | X eso BB                             | [ 82 ] |
| 9 settembre 2023  | Jere Klein e Nicki Nicole                      | X eso BB                             | [ 83 ] |
| 16 settembre 2023 | Jere Klein e Nicki Nicole                      | X eso BB                             | [ 84 ] |
| 23 settembre 2023 | Jere Klein e Nicki Nicole                      | X eso BB                             | [ 85 ] |
| 30 settembre 2023 | Jere Klein e Nicki Nicole                      | X eso BB                             | [ 86 ] |
| 7 ottobre 2023    | Jere Klein e Nicki Nicole                      | X eso BB                             | [ 87 ] |
| 14 ottobre 2023   | Jere Klein                                     | Ando                                 | [ 88 ] |
| 21 ottobre 2023   | Jere Klein                                     | Ando                                 | [ 89 ] |
| 28 ottobre 2023   | Jere Klein                                     | Ando                                 | [ 90 ] |
| 4 novembre 2023   | Jere Klein                                     | Ando                                 | [ 91 ] |
| 11 novembre 2023  | Jere Klein                                     | Ando                                 | [ 92 ] |
| 18 novembre 2023  | Jere Klein                                     | Ando                                 | [ 93 ] |
| 25 novembre 2023  | Jere Klein                                     | Ando                                 | [ 94 ] |
| 2 dicembre 2023   | Jere Klein                                     | Ando                                 | [ 95 ] |
| 9 dicembre 2023   | Jere Klein                                     | Ando                                 | [ 96 ] |
| 16 dicembre 2023  | Jere Klein, Nickoog Clk, Lucky Brown ed El Bai | Princesita de...                     | [ 97 ] |
| 23 dicembre 2023  | Jere Klein, Nickoog Clk, Lucky Brown ed El Bai | Princesita de...                     | [ 98 ] |
| 30 dicembre 2023  | Jere Klein, Nickoog Clk, Lucky Brown ed El Bai | Princesita de...                     | [ 99 ] |

### 2024
| Settimana         | Artista                                              | Brano                        | Note    |
| ----------------- | ---------------------------------------------------- | ---------------------------- | ------- |
| 6 gennaio 2024    | Jere Klein, Nickoog Clk, Lucky Brown ed El Bai       | Princesita de...             | [ 100 ] |
| 13 gennaio 2024   | Jere Klein, Nickoog Clk, Lucky Brown ed El Bai       | Princesita de...             | [ 101 ] |
| 20 gennaio 2024   | Jere Klein, Nickoog Clk, Lucky Brown ed El Bai       | Princesita de...             | [ 102 ] |
| 27 gennaio 2024   | Jere Klein, Nickoog Clk, Lucky Brown ed El Bai       | Princesita de...             | [ 103 ] |
| 3 febbraio 2024   | Jere Klein, Nickoog Clk, Lucky Brown ed El Bai       | Princesita de...             | [ 104 ] |
| 10 febbraio 2024  | Jere Klein, Nickoog Clk, Lucky Brown ed El Bai       | Princesita de...             | [ 105 ] |
| 17 febbraio 2024  | FloyyMenor e Cris MJ                                 | Gata only                    | [ 106 ] |
| 24 febbraio 2024  | FloyyMenor e Cris MJ                                 | Gata only                    | [ 107 ] |
| 2 marzo 2024      | Gino Mella, Jairo Vera, Yandel, Lenny Tavárez e Best | El amor de tu vida           | [ 108 ] |
| 9 marzo 2024      | FloyyMenor e Cris MJ                                 | Gata only                    | [ 109 ] |
| 16 marzo 2024     | FloyyMenor e Cris MJ                                 | Gata only                    | [ 110 ] |
| 23 marzo 2024     | FloyyMenor e Cris MJ                                 | Gata only                    | [ 111 ] |
| 30 marzo 2024     | FloyyMenor e Cris MJ                                 | Gata only                    | [ 112 ] |
| 6 aprile 2024     | FloyyMenor e Cris MJ                                 | Gata only                    | [ 113 ] |
| 13 aprile 2024    | FloyyMenor e Cris MJ                                 | Gata only                    | [ 114 ] |
| 20 aprile 2024    | FloyyMenor e Cris MJ                                 | Gata only                    | [ 115 ] |
| 27 aprile 2024    | Kidd Voodoo e DrefQuila                              | Enrolar                      | [ 116 ] |
| 4 maggio 2024     | Kidd Voodoo e DrefQuila                              | Enrolar                      | [ 117 ] |
| 11 maggio 2024    | Kidd Voodoo e DrefQuila                              | Enrolar                      | [ 118 ] |
| 18 maggio 2024    | Kidd Voodoo e DrefQuila                              | Enrolar                      | [ 119 ] |
| 25 maggio 2024    | Kidd Voodoo e DrefQuila                              | Enrolar                      | [ 120 ] |
| 1º giugno 2024    | Kidd Voodoo e DrefQuila                              | Enrolar                      | [ 121 ] |
| 8 giugno 2024     | Cris MJ                                              | Si no es contigo             | [ 122 ] |
| 15 giugno 2024    | Cris MJ                                              | Si no es contigo             | [ 123 ] |
| 22 giugno 2024    | Cris MJ                                              | Si no es contigo             | [ 124 ] |
| 29 giugno 2024    | Cris MJ                                              | Si no es contigo             | [ 125 ] |
| 6 luglio 2024     | Cris MJ                                              | Si no es contigo             | [ 126 ] |
| 13 luglio 2024    | Cris MJ                                              | Si no es contigo             | [ 127 ] |
| 20 luglio 2024    | Cris MJ                                              | Si no es contigo             | [ 128 ] |
| 27 luglio 2024    | Karol G                                              | Si antes te hubiera conocido | [ 129 ] |
| 3 agosto 2024     | Karol G                                              | Si antes te hubiera conocido | [ 130 ] |
| 10 agosto 2024    | Karol G                                              | Si antes te hubiera conocido | [ 131 ] |
| 17 agosto 2024    | Karol G                                              | Si antes te hubiera conocido | [ 132 ] |
| 24 agosto 2024    | Karol G                                              | Si antes te hubiera conocido | [ 133 ] |
| 31 agosto 2024    | Karol G                                              | Si antes te hubiera conocido | [ 134 ] |
| 7 settembre 2024  | Jere Klein                                           | Chica mala                   | [ 135 ] |
| 14 settembre 2024 | Jere Klein                                           | Chica mala                   | [ 136 ] |
| 21 settembre 2024 | Karol G                                              | Si antes te hubiera conocido | [ 137 ] |
| 28 settembre 2024 | Cris MJ e FloyyMenor                                 | Después de las 1             | [ 138 ] |
| 5 ottobre 2024    | Cris MJ e FloyyMenor                                 | Después de las 1             | [ 139 ] |
| 12 ottobre 2024   | Cris MJ e FloyyMenor                                 | Después de las 1             | [ 140 ] |
| 19 ottobre 2024   | Cris MJ e FloyyMenor                                 | Después de las 1             | [ 141 ] |
| 26 ottobre 2024   | Cris MJ e FloyyMenor                                 | Después de las 1             | [ 142 ] |
| 2 novembre 2024   | Cris MJ                                              | Si no es contigo             | [ 143 ] |
| 9 novembre 2024   | Bayron Fire, King Savagge e Jairo Vera               | A200                         | [ 144 ] |
| 16 novembre 2024  | Bayron Fire, King Savagge e Jairo Vera               | A200                         | [ 145 ] |
| 23 novembre 2024  | Bayron Fire, King Savagge e Jairo Vera               | A200                         | [ 146 ] |
| 30 novembre 2024  | Bayron Fire, King Savagge e Jairo Vera               | A200                         | [ 147 ] |
| 7 dicembre 2024   | Bayron Fire, King Savagge e Jairo Vera               | A200                         | [ 148 ] |
| 14 dicembre 2024  | Bayron Fire, King Savagge e Jairo Vera               | A200                         | [ 149 ] |
| 21 dicembre 2024  | Bayron Fire, King Savagge e Jairo Vera               | A200                         | [ 150 ] |
| 28 dicembre 2024  | Blessd e Ovy on the Drums                            | Mírame                       | [ 151 ] |

### 2025
| Settimana        | Artista                                | Brano              | Note    |
| ---------------- | -------------------------------------- | ------------------ | ------- |
| 4 gennaio 2025   | Bayron Fire, King Savagge e Jairo Vera | A200               | [ 152 ] |
| 11 gennaio 2025  | Tito Double P                          | Rosones            | [ 153 ] |
| 18 gennaio 2025  | Tito Double P                          | Rosones            | [ 154 ] |
| 25 gennaio 2025  | Bad Bunny                              | DTMF               | [ 155 ] |
| 1º febbraio 2025 | Bad Bunny                              | DTMF               | [ 156 ] |
| 8 febbraio 2025  | Bad Bunny                              | DTMF               | [ 157 ] |
| 15 febbraio 2025 | Bad Bunny                              | Baile inolvidable  | [ 158 ] |
| 22 febbraio 2025 | Bad Bunny                              | Baile inolvidable  | [ 159 ] |
| 1º marzo 2025    | Katteyes e Kidd Voodoo                 | Ponte lokita       | [ 160 ] |
| 8 marzo 2025     | Katteyes e Kidd Voodoo                 | Ponte lokita       | [ 161 ] |
| 15 marzo 2025    | Katteyes e Kidd Voodoo                 | Ponte lokita       | [ 162 ] |
| 22 marzo 2025    | Katteyes e Kidd Voodoo                 | Ponte lokita       | [ 163 ] |
| 29 marzo 2025    | Katteyes e Kidd Voodoo                 | Ponte lokita       | [ 164 ] |
| 5 aprile 2025    | Katteyes e Kidd Voodoo                 | Ponte lokita       | [ 165 ] |
| 12 aprile 2025   | Katteyes e Kidd Voodoo                 | Ponte lokita       | [ 166 ] |
| 19 aprile 2025   | Katteyes e Kidd Voodoo                 | Ponte lokita       | [ 167 ] |
| 26 aprile 2025   | Kidd Voodoo e Cris MJ                  | Minnie 2           | [ 168 ] |
| 3 maggio 2025    | Katteyes e Kidd Voodoo                 | Ponte lokita       | [ 169 ] |
| 10 maggio 2025   | W Sound, Beéle e Ovy on the Drums      | La plena           | [ 170 ] |
| 17 maggio 2025   | W Sound, Beéle e Ovy on the Drums      | La plena           | [ 171 ] |
| 24 maggio 2025   | Lucky Brown, Jere Klein e Nes          | Bella              | [ 172 ] |
| 31 maggio 2025   | Lucky Brown, Jere Klein e Nes          | Bella              | [ 173 ] |
| 7 giugno 2025    | Young Cister e Kreamly                 | Qloo               | [ 174 ] |
| 14 giugno 2025   | Young Cister e Kreamly                 | Qloo               | [ 175 ] |
| 21 giugno 2025   | Benjitalkapone                         | Mambinho brasileño | [ 176 ] |
| 28 giugno 2025   | Benjitalkapone                         | Mambinho brasileño | [ 177 ] |
| 5 luglio 2025    | Katteyes, Jere Klein e Lucky Brown     | Báilame así        | [ 178 ] |
| 12 luglio 2025   | Katteyes, Jere Klein e Lucky Brown     | Báilame así        | [ 179 ] |
| 19 luglio 2025   | Cris MJ                                | Vamo a bailotear   | [ 180 ] |
| 26 luglio 2025   | Katteyes, Jere Klein e Lucky Brown     | Báilame así        | [ 181 ] |
| 2 agosto 2025    | Katteyes, Jere Klein e Lucky Brown     | Báilame así        | [ 182 ] |
| 9 agosto 2025    | Katteyes, Jere Klein e Lucky Brown     | Báilame así        | [ 183 ] |
| 16 agosto 2025   | Katteyes, Jere Klein e Lucky Brown     | Báilame así        | [ 184 ] |
| 23 agosto 2025   | Kidd Voodoo                            | Destello...        | [ 185 ] |